# دنبه ویلکیه (شهرستان مینسک)
دنبه ویلکیه (به لهستانی:  Dębe Wielkie) یک روستا در لهستان است که در گمینا دنبه ویلکیه واقع شده‌است. دنبه ویلکیه ۲٬۷۵۰ نفر جمعیت دارد.